# رده‌بندی زیست‌شناختی
رده‌بندی زیست‌شناختی (به انگلیسی: Biological classification) یا رده‌بندی علمی جانداران برای این‌که کار بررسی جانداران، اعم از جانوران و گیاهان، ساده‌تر شود، آن‌ها را رده‌بندی یا طبقه‌بندی می‌کنند. در رده‌بندی زیست‌شناختی، هر جانداری در جایگاه ویژه‌ای از نظر دسته‌بندی قرار می‌گیرد. به هر سطح از دسته‌بندی، یک آرایه (Taxon) یا زیرمجموعه گفته می‌شود. رده‌بندی علمی جانداران در واقع زیرمجموعه‌ای از دانش آرایه‌شناسی زیستی یا آرایه‌شناسی (آرایه‌شناسی) آلفا (Alpha Taxonomy) است.
«رده‌بندی علمی جانداران» شکلی از آرایه‌شناسی علمی است که باید آن را از طبقه‌بندی جانداران از سوی مردم عادی، که بنیان علمی ندارند، بازشناخت. گرچه گاه اصطلاحات سامانه‌شناسی، آرایه‌شناسی و رده‌بندی علمی را به‌طور مترادف با هم به‌کار برده می‌شوند و ممکن است برخی آن‌ها را با هم اشتباه بگیرند، ولی هریک تعریف و مرز و محدودهٔ کاریِ مربوط به خود را دارند. آرایه‌شناسی به توصیف، شناخت، رده‌بندی و نام‌گذاری جانداران (ارگانیسم‌ها)، چه موجود و چه منقرض، گفته می‌شود در حالی که رده‌بندی علمی تنها بر بخشی از این دامنه یعنی همان گذاشتن جانداران در گروه‌هایی که ارتباط بین آن‌ها را بنمایاند، می‌پردازد.
با توجه به این‌که ارتباط میان یک جاندار با دیگر جانداران زنده را می‌توان بدون آن‌که اول چنان‌که باید و شاید مورد مطالعه و بررسی دقیق و ریزبینانه قرار داده شود، فهمید، رده‌بندی علمی یاری بزرگی در ثبت و گزارش اطلاعات، هم به دیگر دانشمندان و هم به مردم عادی می‌رساند و در واقع گام آغازینی برای ادامهٔ بررسی‌های آرایه‌شناختی به‌شمار می‌رود. تبارشناسی تبارزایش نیز هرچند در عمل کل حوزهٔ کاری «آرایه‌شناسی» را دربرمی‌گیرد ولی هدف اصلیش پی بردن به چگونگی خویشی‌ها و نسبت‌های جانداران در طول زمان است.
«رده‌بندی علمی» نوین ریشه در کارهای کارل لینه، که جانداران را بر اساس مشخصه‌های همسان جسمی گروه‌بندی می‌کرد، دارد. البته پس از وی، این گروه‌بندی‌ها برای سازگاری هر چه بیشتر با «اصل نسب مشترک» داروینی مورد بازبینی قرار گرفته‌اند. در واقع چالرز داروین کاملاً طبق دیده‌ها و تحقیقات خودش تمامی علوم زیستی را دگرگون ساخته است.

## سامانه‌های اولیه
حدود ۲۶۰۰ سال پیش، یک پزشک هندی به نام چاراکا، جانداران را به این صورت، طبقه‌بندی نمود: جاندارانی که از رحم، تخم، رطوبت و گرما و از گیاهان متولد می‌شوند. ۲۰۰۰ سال پیش، ارسطو، فیلسوف و طبیعی دان یونانی، بر پایه روش علمی و با مشاهدات دقیق تجربی، استفاده از تشریح مقایسه ای، مطالعات جنین‌شناسی، رفتارشناسی و اکولوژی (بر اساس داشتن و نداشتن خون) جانداران را بر اساس نحوه و مکان زندگی و آناتومی آنها، تقسیم‌بندی کرد. طبقه‌بندی ارسطو، شامل دو شاخه گیاهان و جانوران بود. وی، گیاهان را در سه رده درخت، درختچه و علف و جانوران را بر اساس محیط و نوع حرکت، در سه رده (آنهایی که راه می‌روند، آنهایی که شنا می‌کنند و آنهایی که پرواز می‌کنند) تقسیم‌بندی نمود. این تقسیم‌بندی، تا سال ۱۶۰۰ میلادی یعنی تا قرن هفدهم، اعتبار علمی داشت.

## سامانه‌های نوین (مدرن)

### لینه‌ای
دو سال پس از مرگ طبیعت‌گرای انگلیسی جان رِی، کارلوس لینه زاده شد. او در اثر گسترش، سامانه طبیعت (کتاب) (چاپ نخست در ۱۷۳۵ (میلادی)) که در طول عمر خود وی به ویرایش دوازدهم هم رسید، طبیعت را به سه فرمانرو تقسیم کرد: معدن، گیاه، جانور. لینه پنج رتبه یا طبقه را به کار بست: رده (class)، راسته (order)، سرده (genus)، گونه(species) و جوره (variety). 

لینه بیشتر به‌دلیل معرفی روشی که هنوز برای فرمول‌بندی نام علمی هر گونهٔ زیستی به‌کار می‌رود، شناخته می‌شود.

## رتبه‌های آرایه‌شناختی
در رده‌بندی جانداران هشت رتبهٔ اصلی وجود دارد که از بزرگ به کوچک به این صورت هستند:
- Domain: حوزه
- Kingdom: فرمانرو (سلسله)
- Division: دسته (در مورد گیاهان)، شاخه: Phylum (در مورد جانورها)
- Class: رده
- Order: راسته
- Family: خانواده (تیره)
- Genus: سرده (جنس)
- Species: گونه

رتبه‌ها (طبقه‌ها) ی گیاه‌شناسی و جانورشناسی گاه اندکی متفاوتند.

### تکامل
با آن‌که لینه برای آسانی شناسایی رده‌بندی می‌کرد، این امروز عموماً پذیرفته شده که رده‌بندی باید «اصل نسب مشترک» داروینی را بازتاباند. از دههٔ شصت گرایشی به نام آرایه‌شناسی شاخه‌بندی (یا شاخه‌بندی یا هم‌نیایی به انگلیسی: Cladistics or Cladism) پدیدار شد که آرایه‌ها را در یک درخت تکاملی می‌چیند.
روش‌های گوناگون رده‌بندی جانداران توسط دانشمندان گوناگون:
| لینه ۱۷۳۵           | هکل ۱۸۶۶    | چاتون ۱۹۲۵  | کوپلند ۱۹۳۸ | ویتیکر ۱۹۶۹ | ووز و دیگران ۱۹۹۰   | کاوالیر-اسمیت ۱۹۹۸ |
| ------------------- | ----------- | ----------- | ----------- | ----------- | ------------------- | ------------------ |
| ۲ فرمانرویی         | ۳ فرمانرویی | دوقلمرویی   | ۴ فرمانرویی | ۵ فرمانرویی | سه‌حوزه‌ای            | ۶ فرمانرویی        |
| (در نظر گرفته نشده) | آغازیان     | پروکاریوت‌ها | مونرا       | مونرا       | باکتری‌ها            | باکتری‌ها           |
| (در نظر گرفته نشده) | آغازیان     | پروکاریوت‌ها | مونرا       | مونرا       | باستانیان (Archaea) | باکتری‌ها           |
| (در نظر گرفته نشده) | آغازیان     | یوکاریوت‌ها  | آغازیان     | آغازیان     | یوکاریا             | پروتوزوآ           |
| (در نظر گرفته نشده) | آغازیان     | یوکاریوت‌ها  | آغازیان     | آغازیان     | یوکاریا             | کرومیست‌ها          |
| گیاهان              | گیاهان      | یوکاریوت‌ها  | گیاهان      | گیاهان      | یوکاریا             | گیاهان             |
| گیاهان              | گیاهان      | یوکاریوت‌ها  | گیاهان      | قارچ‌ها      | یوکاریا             | قارچ‌ها             |
| جانوران             | جانوران     | یوکاریوت‌ها  | جانوران     | جانوران     | یوکاریا             | جانوران            |

همان‌گونه که دیده می‌شود بین این رده‌بندی‌ها اختلاف‌هایی وجود دارد؛ برای نمونه در طبقه‌بندی ویتیکر، فرمانروهای جانداران، پنج تا بود:
- - فرمانرو مونرا (Monera)
  - فرمانرو آغازیان (Protista)
  - فرمانرو قارچ‌ها (Fungi)
  - فرمانرو گیاهان (Plantae)
  - فرمانرو جانوران (Animalia)

ولی جاندارن بر اساس رده‌بندی ادوارد چاتون به پروکاریوت‌ها و یوکاریوت‌ها تقسیم می‌شوند: پروکاریوت‌ها فقط شامل فرمانرو مونرا هستند ولی یوکاریوت‌ها چهار فرمانرو دیگر را در بر می‌گیرند.
سامانه سه‌حوزه‌ای (Three-domain system) یک روش آرایه‌شناسی است که توسط کارل ووز در سال ۱۹۷۷ پیشنهاد شد که یاخته‌ها را بر اساس فرمشان به سه حوزه باستانیان، باکتری‌ها، و یوکاریوت‌ها تقسیم می‌کند. سامانه سه‌حوزه‌ای تقسیم‌بندی جدید «حوزه» را بالای پنج یا شش «فرمانرو» قبلی اضافه می‌کند.
- حوزه باکتری‌ها – پروکاریوت (بدون هسته واقعی) هستند.
- حوزه باستانیان – پروکاریوت (بدون هسته واقعی) هستند.
- حوزه یوکاریوت‌ها (یوکاریا) – هسته‌دار (یوکاریوت) هستند. یوکاریا شامل فرمانروهای زیر است:
  - فرمانرو قارچ‌ها
  - فرمانرو گیاهان
  - فرمانرو جانوران
  - فرمانرو حبابچه‌داران رنگی

## وضع کنندگان (یادکرد بانی آرایه)
نام هر آرایه ممکن است که با یادکردی از شخص وضع‌کننده و بانی آن نام دنبال شود، که همان نام کسی است که برای نخستین بار توصیفی معتبر و موثق از آن آرایه را منتشر کرده باشد. این نام‌ها پی‌درپی کوته‌سازی می‌شوند مثلاً دیگر «‎L.» به‌طور همگانی به عنوان اختصار «لینه» پذیرفته شده است. البته سامانهٔ نسبت دادن فرد وضع‌کننده در شاخه‌ها و رشته‌های مختلف زیست‌شناسی (مثلاً جانورشناسی، گیاه‌شناسی و …) با هم فرق می‌کند.

## شناسه‌های یگانهٔ جهانی برای نام‌ها
جنبشی در جریان است که می‌خواهد شناسه‌های یگانهٔ جهانی‌ای (به انگلیسی: Globally Unique Identifiers یا GUID) به شکل شناسه‌های علمی حیات (به انگلیسی: Life Science Identifiers یا LSID) برای همهٔ نام‌های زیست‌شناختی فراهم آورد. این به بانیان اجازه می‌دهد که نام‌ها را بی‌ابهام در رسانه‌های الکترونیکی یاد کنند و از اهمیت خطا در تلفظ نام‌ها یا مخفف نام شخصیت‌های معتبر باعث و بانی بکاهند.